# 图伊普洛图
图伊普洛图是大洋洲的一个古老族群的首领的称谓，这一族群曾在拉皮塔时期（公元前1500年—前500年）定居于“普洛图”（今属斐济）。公元前晚期至公元800年期间，图伊普洛图统治斐济群岛。
一些人类学家认为，“普洛图”与斐济传统宗教中表示冥界乐土的“布洛图”之间存在联系，这种说法基于汤加、萨摩亚和斐济各地在语言发音上的差异。斐济的“布洛图”即“布洛图库拉”，是斐济宗教中所说的一座灵性之岛，位于劳群岛的马图库岛附近。在公元后的第一个800年里，“布洛图”就已被认为不再存在于劳群岛中，当时，“图伊普洛图帝国”的势力在太平洋达到极盛。“普洛图”一词在原始南岛语中可分解为“普洛”，意为“岛屿”或“登陆”；“图”意为“神圣”或“高贵”。在整个波利尼西亚地区，这种语义组合也见于“莫图”（意为“岛屿”或“登陆”）与“里基”（在斐济西部是用来尊称国王、酋长或高贵人物的敬语）。“阿里基”一词在波利尼西亚语族中意为“酋长”或“国王”。
图伊普洛图最初可能来自洛迈维蒂群岛的莫图里基岛，不仅其名字最贴近“普洛图”一词的意义，还是发现过许多拉皮塔文化考古遗址的地方之一。在该岛上，曾发现一座复原的古代女性面像和一块带有同心圆图案的6500年历史岩刻石。太平洋地区还有许多小岛名为“莫图”。在土阿莫图群岛中，“莫图里基”一词的分解形式也可见于当地语言中：比如在法属波利尼西亚土亞莫土群島的语言中，冥界被称为“图里基里基”。在斐济马马努卡群岛的马洛洛岛一带，“莫图里基”一词被细分为：“拉科伊莫图”、“拉科伊里基”，以及相关地名如“莫努里基”、“莫德里基”、“托科里基”等，均与“莫图里基”有关联。
在位于“普洛图”东南方的汤加的口头传说中，“普洛图”被称为“母地”或“起源之地”。据说，汤加的文化和人民便是在“普洛图”从古代的南岛拉皮塔文化中演化而来。